# Villamediana
Villamediana è un comune spagnolo di 242 abitanti situato nella comunità autonoma di Castiglia e León.